# Amerika-Kuba-Aryta
Amerika-Kuba-Aryta (in russo: Америка-Куба-Арыта, Amerika-Kuba-Aryta; in italiano letteralmente "isola del cigno americano") è un'isola sul delta della Lena, nel mare di Laptev, Russia. Amministrativamente appartiene al Bulunskij ulus della Repubblica autonoma di Sacha-Jacuzia.
Il nome dell'isola deriva dallo jacuto kuba, che significa cigno selvatico, e questi uccelli abbondano nella zona d'estate. Lo stesso nome si trova spesso ripetuto in altre isole dell'area, come l'isola Kuba-Aryta (Куба-Арыта, 73°34′30.22″N 125°45′37.79″E) e Kuba-Muoratagy-Kumach (Куба-Муоратагы-Кумах, 73°38′48.29″N 125°55′55.77″E).

## Geografia
L'isola è situata nella parte settentrionale del delta della Lena, 20 km a est della baia Tumatskij (Туматский залив). A nord dell'isola c'è il mare aperto, ma sugli altri lati, separate da canali di circa 450–500 m di ampiezza, ci sono molte altre isole che formano l'insieme compatto del delta. Le isole adiacenti, elencate da est in senso orario, sono: Faddej-Aryta (Фаддей-Арыта), Džjukach-Aryta (Джюках-Арыта), Belëch-Aryta (Белёх-Арыта), Nagyj-Aryta (Нагый-Арыта) e Alchan-Belkëë (Алхан-Белкёё).
Amerika-Kuba-Aryta è liscia e piatta; è lunga 8 km e larga 6 km nel punto più ampio; è disseminata di paludi e laghi che non superano i 700 m di lunghezza, alcuni sono stagnanti, altri sono collegati al mare da piccoli corsi d'acqua

## Storia
Nel 1882 sbarcarono sull'isola i membri sopravvissuti della spedizione statunitense dell'esploratore George W. DeLong, la cui scuna USS Jeannette era stata schiacciata dal ghiaccio in prossimità dell'isola Herald nel Mar Glaciale Artico, l'equipaggio della goletta poi dovette fuggire su tre piccole scialuppe.
George W. Melville fu l'unico comandante della propria piccola imbarcazione a portare il suo equipaggio in salvo nel delta del fiume Lena in Siberia. Una volta in salvo, partì alla ricerca di DeLong e dei suoi uomini, viaggiando oltre un migliaio di chilometri al freddo mortale dell'inverno artico solo per trovare i loro corpi morti. Tuttavia, egli fu in grado di recuperare e riportare tutti i documenti della spedizione. La terza barca, sotto il comando di Charles W. Chipp, non è mai stata trovata, Chipp e gli altri sette uomini sono stati dati per dispersi.